# Tadaatsu Ishiguro
Tadaatsu Ishiguro (石黒忠篤, Ishiguro Tadaatsu), né le 9 janvier 1884 à Tokyo (empire du Japon), décédé le 10 mars 1960 dans la même ville, est un fonctionnaire, homme politique et ministre d'État dans les gouvernements de l'empire du Japon avant la guerre, ainsi que dans le Japon d'après-guerre.

## Biographie
Tadaatsu Ishiguro vit le jour à Tokyo. Son père, Ishiguro Tadanori, occupait la fonction de commandant en chef du corps médical de l’armée impériale japonaise, tout en présidant la Croix-Rouge japonaise. Il obtint ses diplômes à l'université prédécesseur de Kagoshima avant de recevoir un grade en droit de l'université impériale de Tokyo en 1908. Après avoir franchi ce seuil académique, il fut intégré au ministère de l’Agriculture et du Commerce. Son engagement dans les cercles littéraires fut manifeste, y étant membre d'une coterie formée par Nitobe Inazō, laquelle comptait parmi ses membres l'éminent Yanagida Kunio. En 1914, ce ministère l'envoya en Europe pour y étudier les politiques agricoles, et en 1919, il accéda à la direction du Bureau de la politique agricole. En 1924, il se tourna vers la réforme agraire en publiant une étude sur les coutumes liées au métayage, et il fut l’initiateur d’un projet de loi visant à instaurer la médiation dans les conflits opposant les métayers, tout en préconisant la création de coopératives médicales dans les campagnes. Par la suite, il exerça les fonctions de directeur du Bureau du soie. En 1931, il fut promu au rang de sous-secrétaire d'État à l’Agriculture. Néanmoins, il choisit de prendre sa retraite du ministère en 1934, se consacrant dès lors à la présidence d’une association œuvrant pour la protection sociale des campagnes.
Cependant, Ishiguro fut désigné par le premier ministre Fumimaro Konoe pour exercer la charge de ministre de l'Agriculture et des Forêts en 1940. Durant cette époque, il s'illustra par une grande activité en faveur de la promotion des mesures de soutien aux campagnes, tout en assumant la présidence de l'Association de l'immigration et de l'Institut japonais de recherche agricole. Il s'appliqua également à mener à bien des réformes agricoles et des mesures d'assistance destinées aux métayers du Mandchoukouo, région où une multitude d'agriculteurs japonais s'étaient installés. Toutefois, Ishiguro manifesta une opposition ferme à l'alliance tripartite du Japon avec l'Allemagne nazie et l'Italie fasciste, un pacte qu'il désapprouvait catégoriquement.
Ishikugo démissionna en 1941, alléguant des raisons de santé. Cette même année, il perdit son père, dont il ne recueillit pas l'héritage du titre de vicomte kazoku, conformément aux clauses testamentaires de ce dernier. En janvier 1943, il parvint à se faire élire à la Chambre des pairs de la Diète impériale du Japon. Puis, en 1945, il reprit du service au sein du gouvernement impérial, s'installant en qualité de ministre de l'Agriculture et du Commerce sous l'administration de Suzuki.
En 1946, à la suite de la capitulation de l'empire du Japon, et conformément aux directives des autorités d'occupation américaines, Ishiguro, à l'instar de ses homologues des gouvernements précédents, tant civil que militaire, se trouva soumis à une purge intransigeante.
Après la fin de l'occupation du Japon, Yoshino réussit en 1952 à se porter candidat avec succès pour un siège au sein de la Chambre des conseillers de la Diète du Japon, représentant la circonscription de la préfecture de Shizuoka. Il prit part à la Commission chargée des recherches concernant la Constitution d’après-guerre du Japon, tout en assumant la présidence de la Fédération nationale des agriculteurs, ainsi que les fonctions de directeur de la Chambre nationale d'agriculture, et d’autres responsabilités au sein d’organisations ayant trait à l’agriculture. Toutefois, il se refusa à accepter toute fonction éminente au sein de la politique nationale.

## Sources
1. ↑  Vanoverbeke, Community and State in the Japanese Farm Village, p. 106
2. ↑  Chamlbers, Miti and the Japanese Miracle, p. 89

- VIAF
- ISNI
- IdRef
- LCCN
- GND
- Japon
- Pologne
- WorldCat